# Tortellini

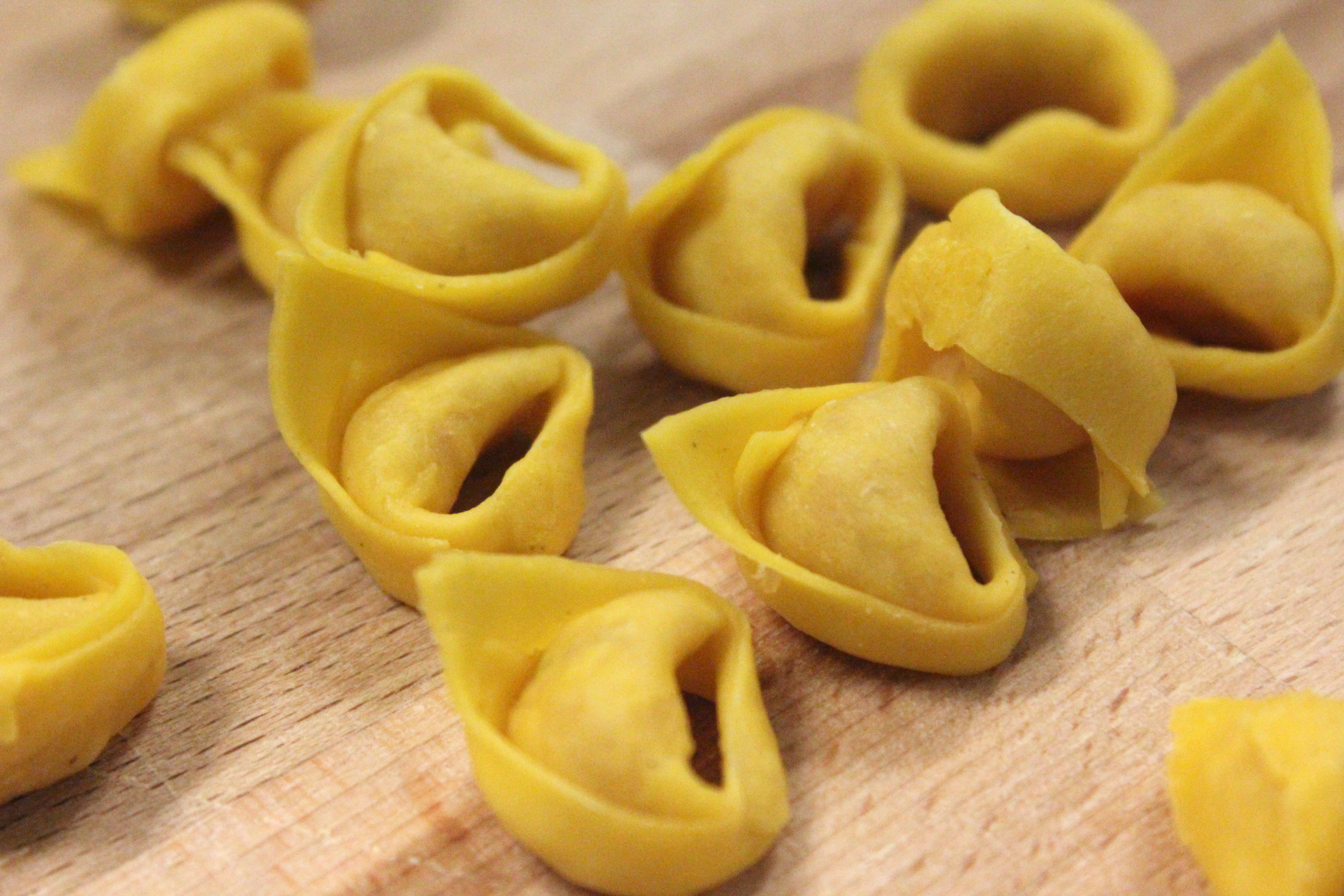
Tortellini

Tortellini (Plural von Tortellino, italienisch für „kleiner Kuchen“) sind ringförmige Teigwaren, die – ähnlich wie Ravioli – gefüllt sind. Ein Tortellino wiegt typischerweise fünf Gramm. Die traditionelle Füllung besteht aus einer Mischung von Schweinefleisch, Parmaschinken, Mortadella, Parmesankäse, Eiern und Muskatnuss; gekocht werden sie in einer Brühe aus Schweinefleisch und Hähnchenfleisch, Staudensellerie, Möhren, Zwiebeln und Speisesalz (Tortellini in brodo). Die Variante in Sahnesoße ist eher unüblich.
Ursprünglich stammen sie wohl aus der italienischen Provinz Bologna. Hier sind sie als traditionelle Bologneser Spezialität seit 1974 bei der Handwerkskammer in Bologna eingetragen. Auch die Zubereitungsart tortellini in brodo (Tortellini in Fleischbrühe) – die dort als typisches Sonntagsgericht gilt – wurde dabei mit der „Confraternita del Tortellino“ („Bruderschaft des Tortellino“) festgelegt.

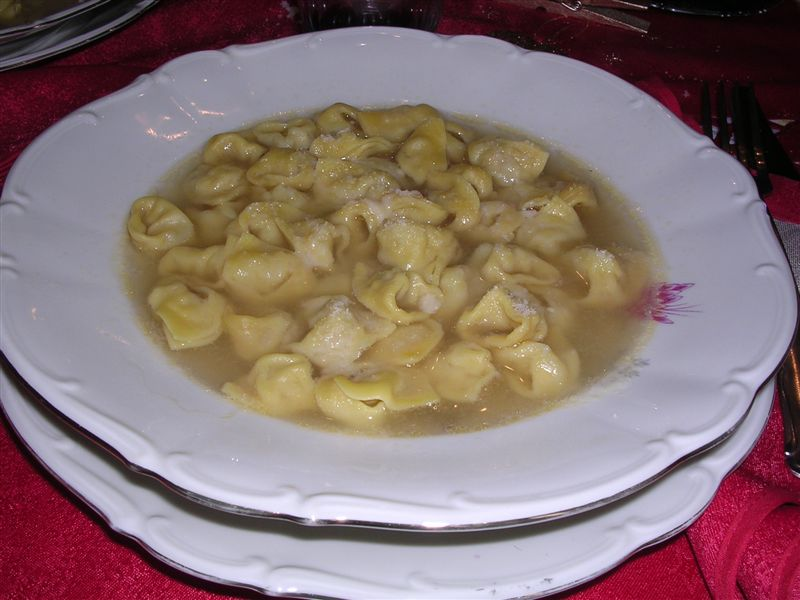
Tortellini in brodo (in Hühnerbrühe)

## Mythologie
Legenden besagen, dass die Tortellini dem Bauchnabel der Venus, der Göttin der Liebe in der römischen Mythologie, bzw. der Aphrodite in der griechischen Mythologie, nachempfunden sind.
Venus, so die Legenden, kam zu einem Wirtshaus in Bologna. Ob sie sich dort mit Jupiter treffen wollte oder ob der Wirt ihr zu Ehren ein Fest veranstaltete, ist unklar. Der Koch aber soll jener Legende zufolge durch das Schlüsselloch ihres Zimmers einen Blick auf ihren Bauchnabel erhascht und, beeindruckt von dessen Schönheit, ihr zu Ehren die Tortellini kreiert haben.